# 皇后山邨
皇后山邨（英語：Queen's Hill Estate）是香港房屋委員會轄下的公共屋邨，項目編號為NR08，位於香港新界北區粉嶺軍地龍馬路66號，與毗鄰的山麗苑屬同一發展項目。屋邨由房屋署總建築師（4）設計，王歐陽（香港）有限公司負責統籌，由中國海外物業管理有限公司負責屋邨管理工作，屋邨單位數目達8865伙，居住人口有23,600人，為現時北區規模最大的公共屋邨。

## 歷史
皇后山邨前身為皇后山軍營，於1992年關閉，1994年交回香港政府；其後，設於軍營舊址的皇后山警察康樂中心、警犬隊基地、調查訓練學校及警察宿舍於1995年正式啟用，至2001年陸續遷出。至2008年，軍營獲納入香港政府勾地表中，是歷來勾地表中面積最大的土地。
前皇后山軍營的佔地面積廣闊，但只得一條龍馬路通往，如果加上平整地盤及更改興建工程等，粗略估計涉及達10億港元。政府估計申請於此處辦理教學的團體未必願意動用此筆大額資金。加上香港社會急於尋找地皮作為住宅用途，政府內部曾經討論，假如皇后山軍營最終不作為辦理教學用途，可能考慮作為住宅用途。
2015年，政府向城市規劃委員會提交分區規劃大綱圖修訂，建議把前皇后山軍營部份土地改劃為「住宅（甲類）」，預計可興建約12,000個公營房屋單位，另建議在東面的一塊土地改劃為「住宅（乙類）」，預計可興建約1,900個私人住宅單位。由此，已確定該地改作住宅發展。
2016年8月尾，該地盤的公營房屋部份（包括此邨及山麗苑）開展地基工程。此項目由房屋署總建築師（4）及王歐陽（香港）有限公司設計。
2021年12月10日，皇后山邨第2-6座獲批出入伙紙，隨後於同月22日起交付租戶。至於進度較慢的第1及第7座，預計於2022年4月竣工。
2022年2月15日，鑑於香港爆發第五波疫情導致檢疫設施短缺，皇后山邨第1及第7座被徵用作為檢疫設施，相關居民將會延遲入伙。當中，已開派的第1座居民，將按意願獲編配同邨已入伙樓宇的剩餘單位，或留待檢疫設施交還後接收原有單位。
2022年4月13日，因第五波疫情緩和及其他臨時隔離營啟用，政府宣佈皇后山邨第1及第7座將於同月月尾交還予房委會，準租戶預計可於同年5月尾至6月初入伙。

## 屋邨資料
皇后山邨全邨共有7座出租公屋，可提供8865個住宅單位（當中第1及7座將撥出129個單位，優先編配予合資格基層公務員入住），連同毗鄰的山麗苑，整個皇后山公營房屋項目合共可容納超過3萬人居住。

### 屋邨命名
皇后山邨的七幢樓宇全數以「皇」字起首命名，分別為「皇溢樓」、「皇頤樓」、「皇順樓」、「皇盛樓」、「皇滙樓」、「皇樂樓」和「皇澄樓」，當中「溢」、「頤」、「滙」、「樂」為「一」、「二」、「五」、「六」較近粵語發音，而「順」、「盛」、「澄」字分別隱含「〣」（「三」的蘇州碼子寫法）、「四」及「7」（「七」的阿拉伯數字），此暗含座號諧音／寫法命名方法為繼東匯邨以及駿洋邨之後採用。

### 樓宇詳情
| 樓宇名稱（座號）           | 樓宇類型               | 落成年份 | 層數 | 每層伙數                 | 單位總數（伙） | 建築師                                        | 承建商       | 提供升降機的廠商 | 期數 | 原訂名稱 |
| -------------------------- | ---------------------- | -------- | ---- | ------------------------ | -------------- | --------------------------------------------- | ------------ | ---------------- | ---- | -------- |
| 皇溢樓（第1座） （英語：Wong Yet House） | 非標準設計大廈 （X型） | 2022年   | 40   | 32                       | 1,279          | 房屋署總建築師（四）、 王歐陽（香港）有限公司 | 協興建築     | 奧的斯           | 1    | 山翠樓   |
| 皇頤樓（第2座） （英語：Wong Yi House） | 非標準設計大廈 （X型） | 2021年   | 40   | 32                       | 1,279          | 房屋署總建築師（四）、 王歐陽（香港）有限公司 | 協興建築     | 奧的斯           | 1    | 山輝樓   |
| 皇順樓（第3座） （英語：Wong Shun House） | 非標準設計大廈 （X型） | 2022年   | 38   | 32                       | 1,215          | 房屋署總建築師（四）、 王歐陽（香港）有限公司 | 保華建業集團 | 東芝             | 2    | 山敬樓   |
| 皇盛樓（第4座） （英語：Wong Sheng House） | 非標準設計大廈 （X型） | 2022年   | 40   | 32                       | 1,279          | 房屋署總建築師（四）、 王歐陽（香港）有限公司 | 保華建業集團 | 東芝             | 2    | 山疊樓   |
| 皇滙樓（第5座） （英語：Wong Wui House） | 非標準設計大廈 （X型） | 2021年   | 40   | 28（1-2樓） 32（3-40樓） | 1,271          | 房屋署總建築師（四）、 王歐陽（香港）有限公司 | 協興建築     | 奧的斯           | 1    | 山傲樓   |
| 皇樂樓（第6座） （英語：Wong Lok House） | 非標準設計大廈 （X型） | 2021年   | 40   | 24（1-2樓） 32（3-40樓） | 1,263          | 房屋署總建築師（四）、 王歐陽（香港）有限公司 | 協興建築     | 奧的斯           | 1    | 山玉樓   |
| 皇澄樓（第7座） （英語：Wong Ching House） | 非標準設計大廈 （X型） | 2022年   | 40   | 32                       | 1,279          | 房屋署總建築師（四）、 王歐陽（香港）有限公司 | 協興建築     | 奧的斯           | 1    | 山峻樓   |

注意：粗體樓宇曾被徵用作檢疫設施

## 設施

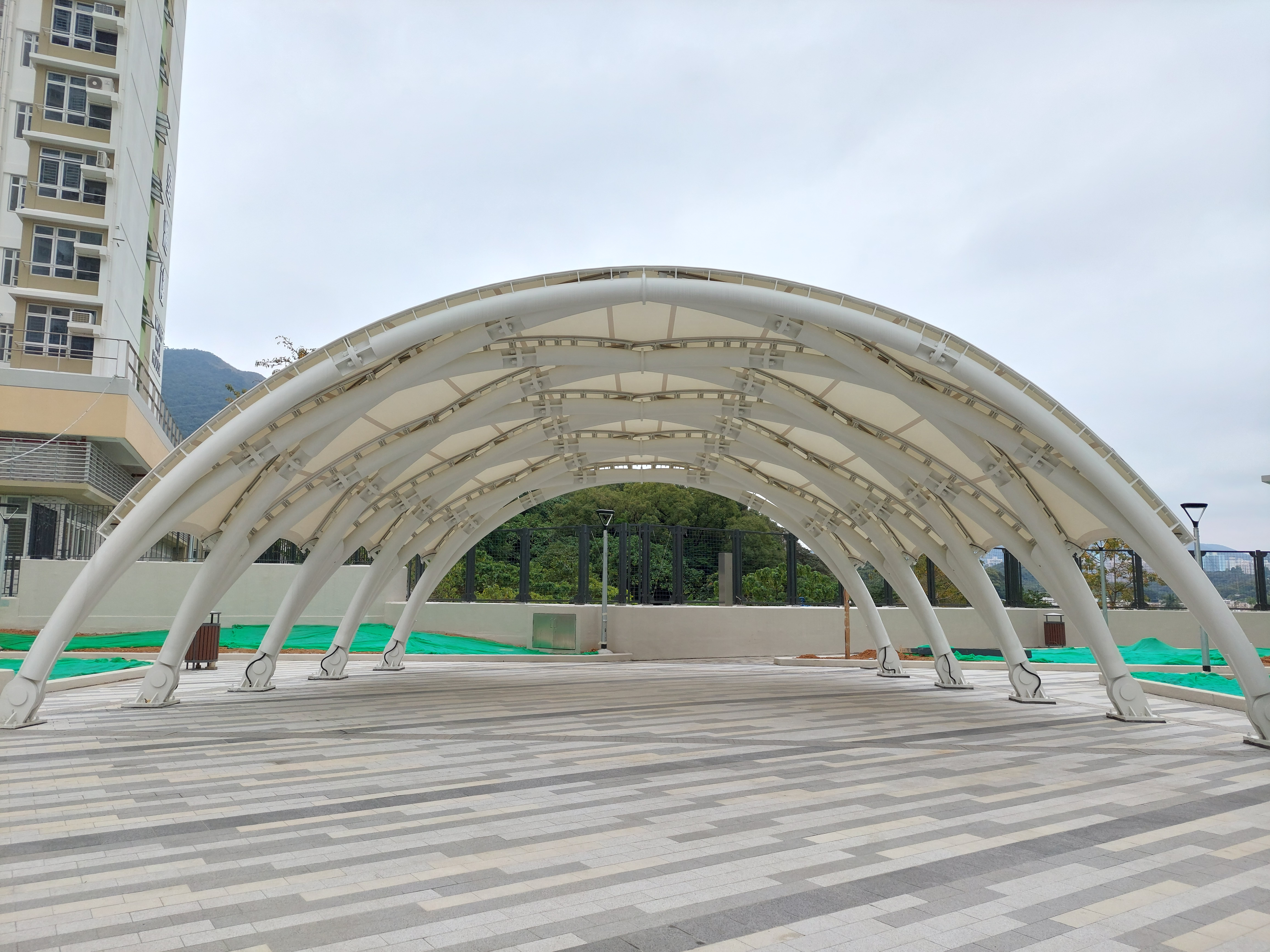
露天劇場

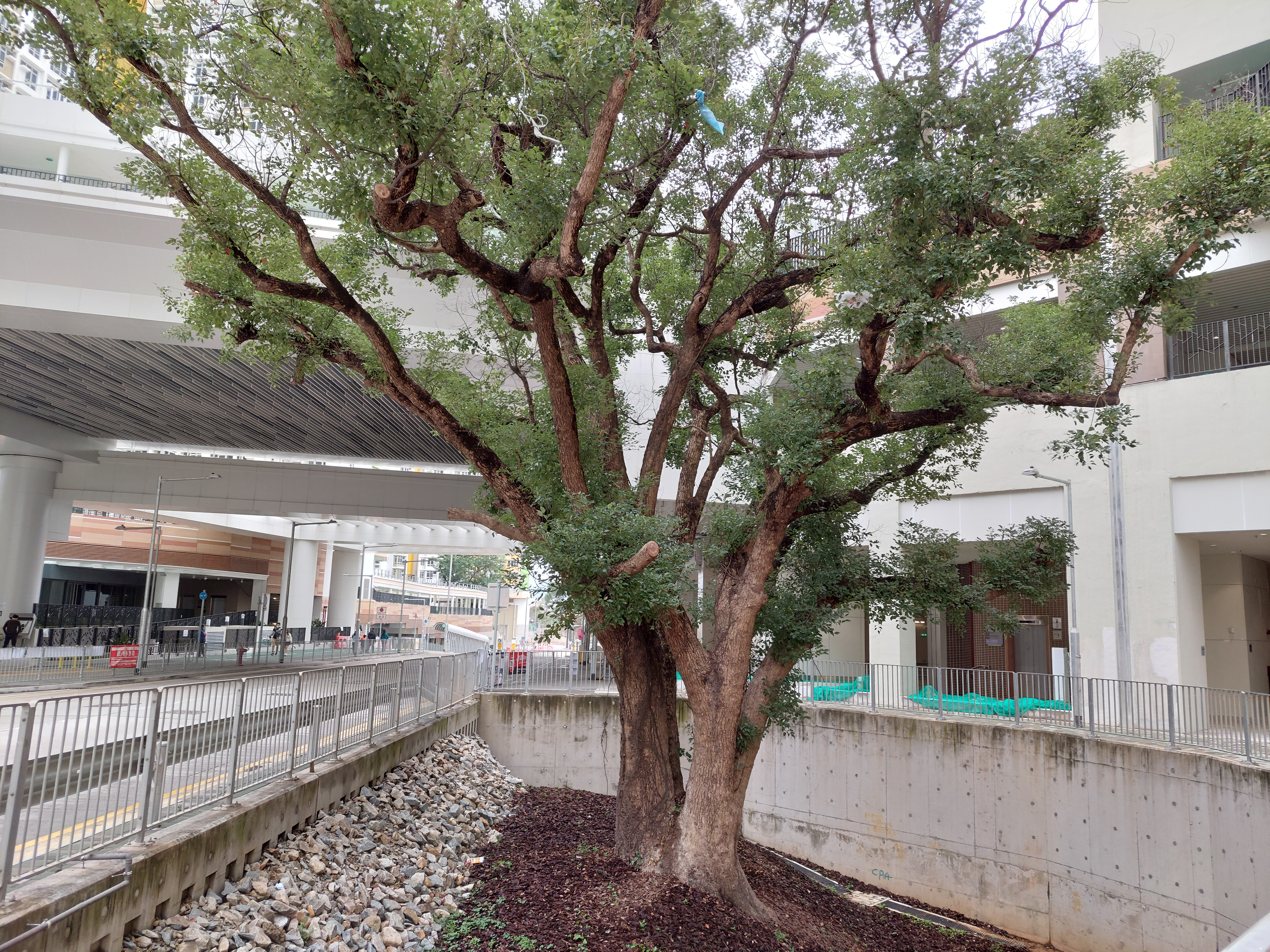
屋邨興建時獲得保留的古樹

皇后山邨設有幼兒園、休憩空間、公共運輸交匯處、停車場、購物商場、街市，以及一座七層高的社區會堂暨社區綜合設施大樓。而在毗鄰屋邨的建校用地上，則建有兩間小學。

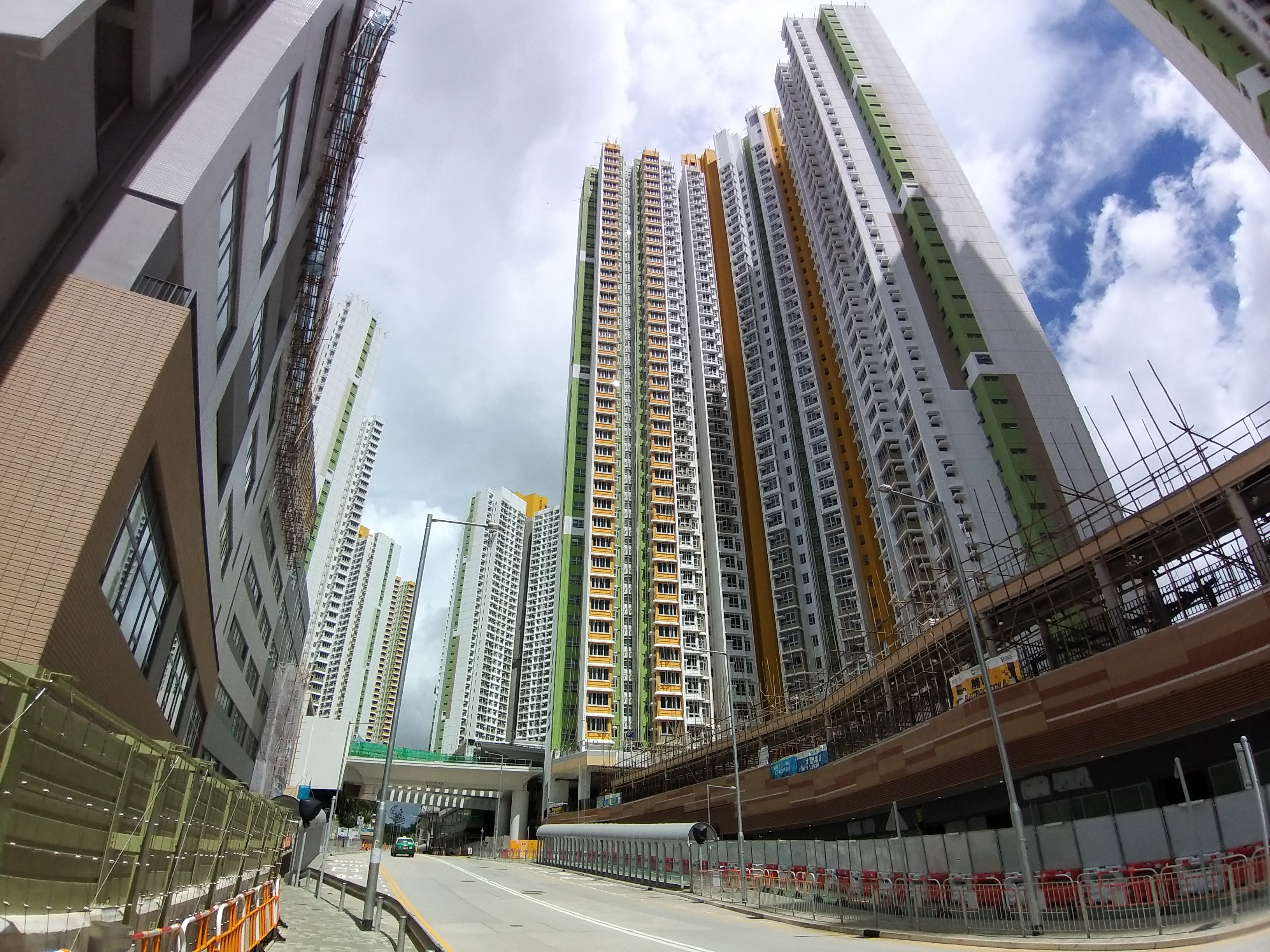
皇后山邨內的龍馬路及小巴站，遠處為皇后山商場
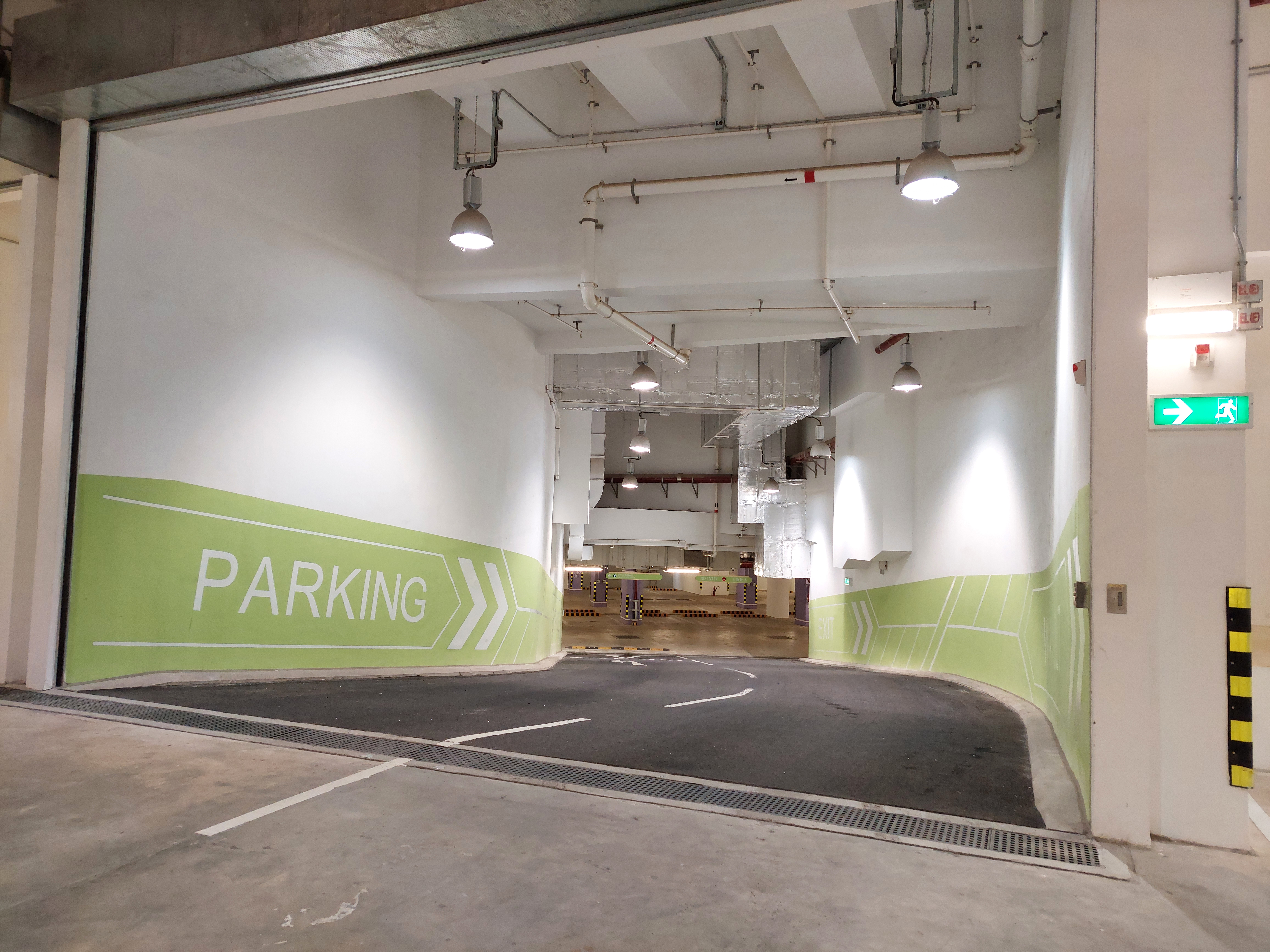
停車場入口
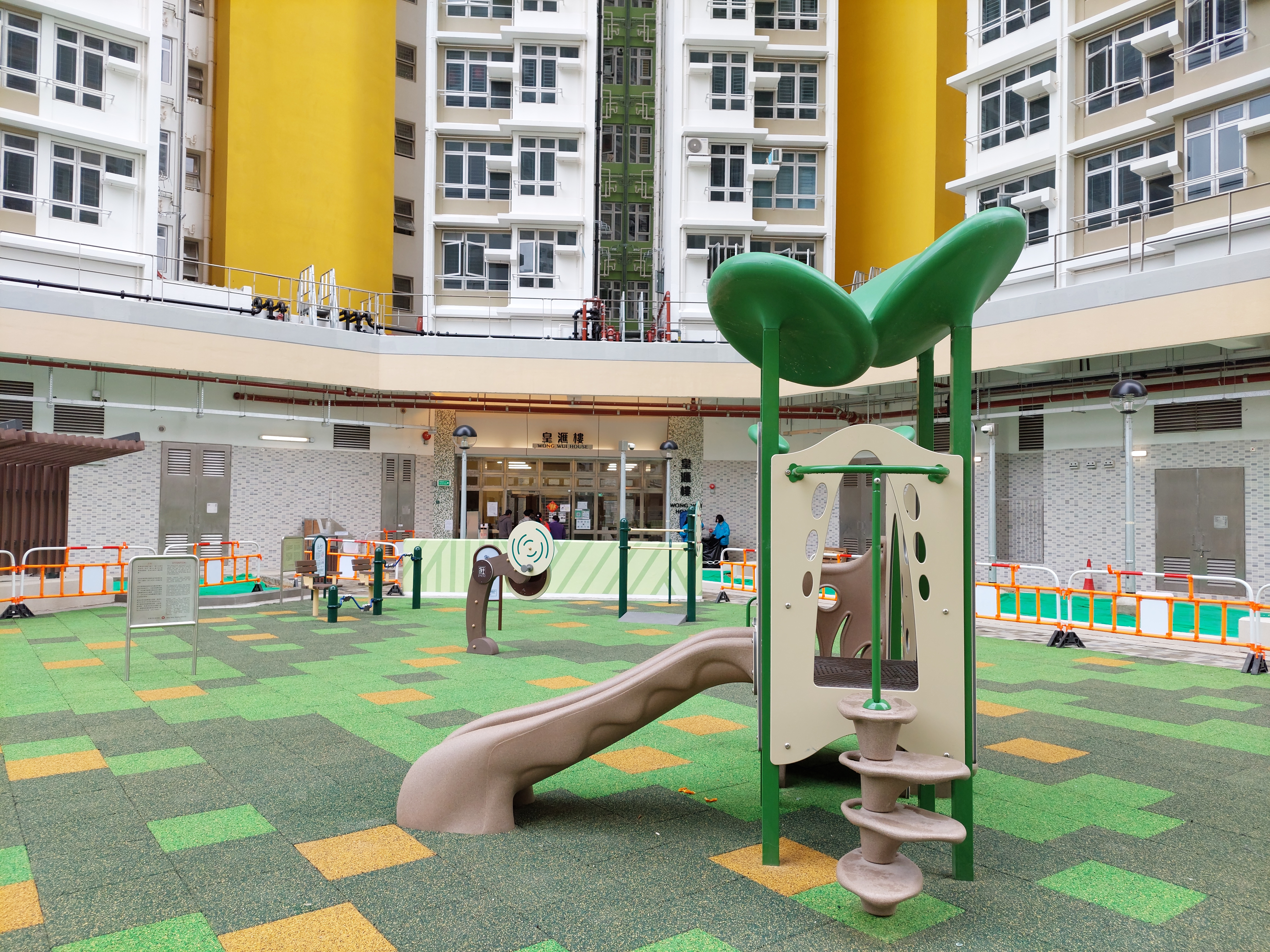
遊樂場
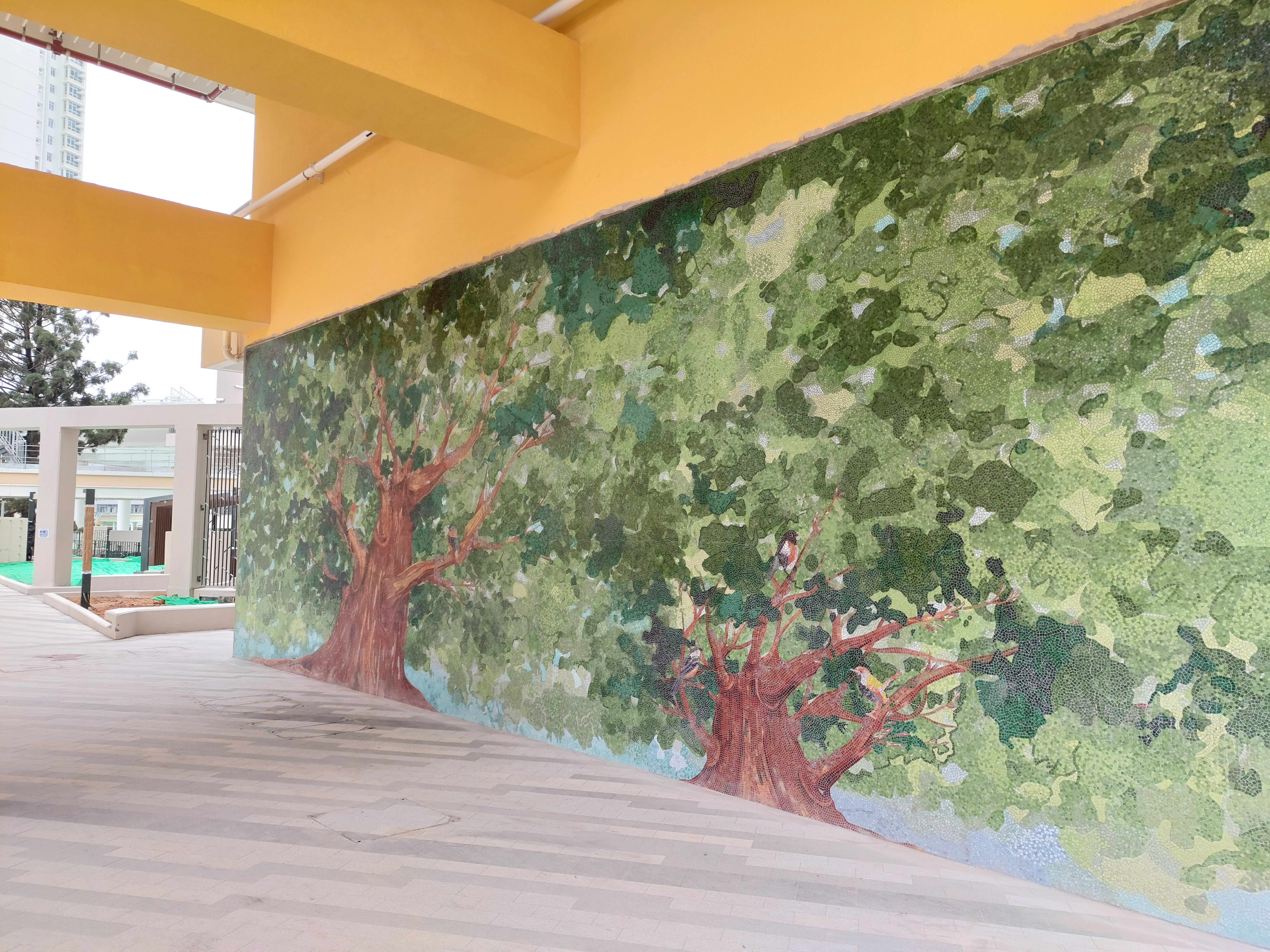
位於第6座地下的壁畫
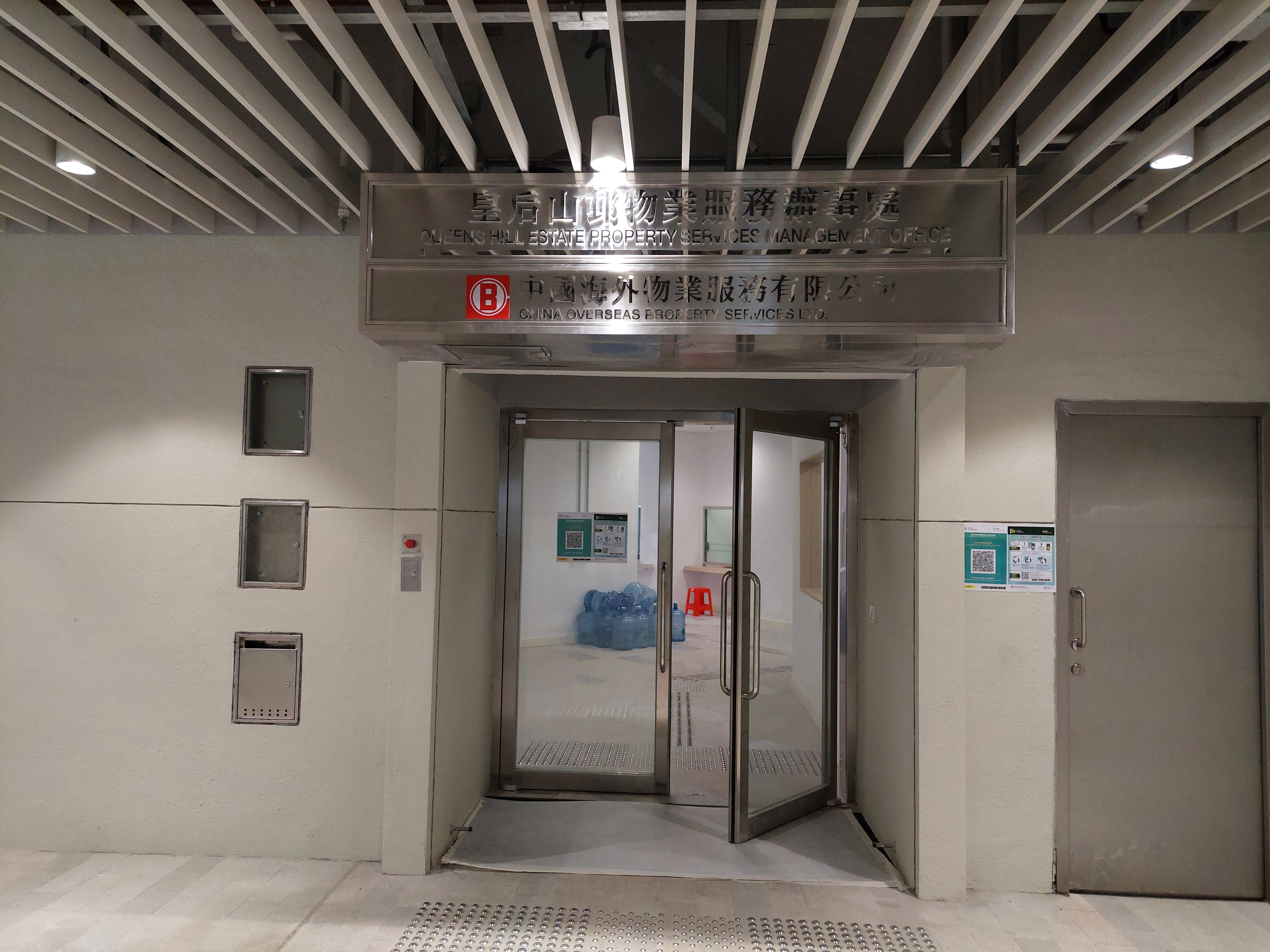
管業處

### 商業設施

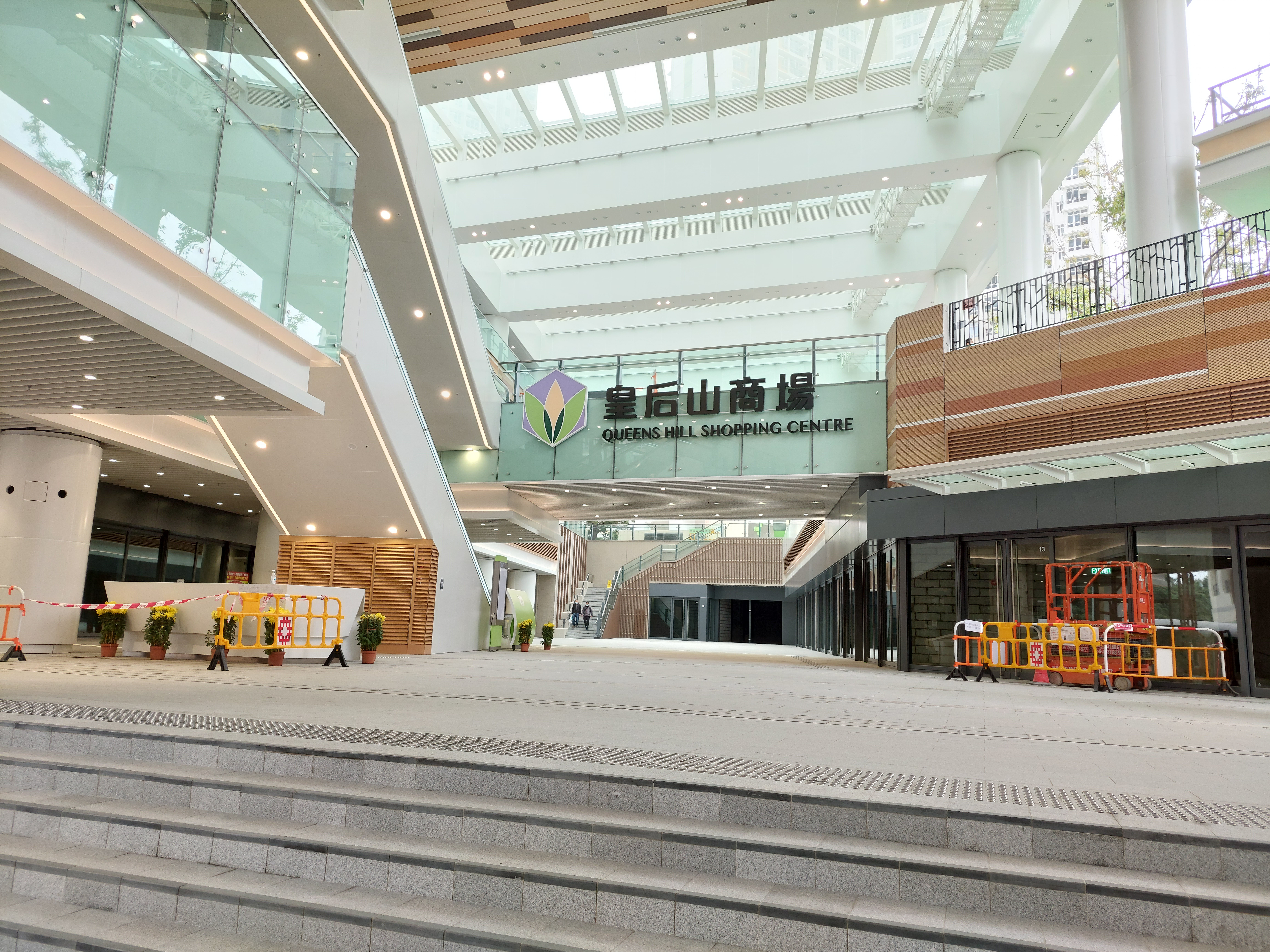
商場入口中庭

屋邨設有商場，名為皇后山商場，樓高三層，其中第一層平台為整體承租街市，另設地庫停車場，連同位於皇頤樓及皇順樓下的商舖，合共出租面積約7400平方米。商場天台為籃球場、休憩遊樂設施及商場管理處。目前商場及停車場由新恒基國際物業管理有限公司管理。

#### 主要商戶

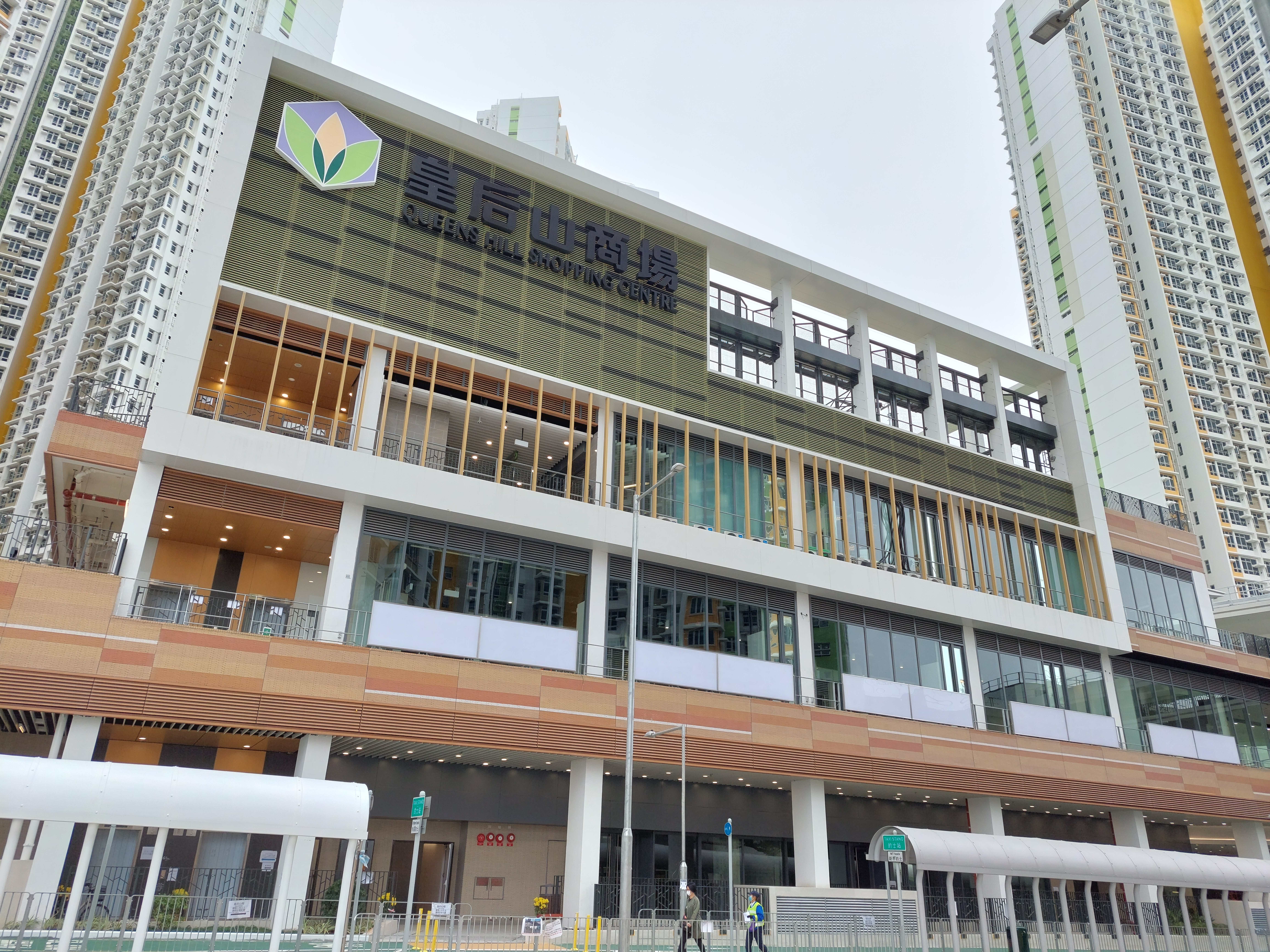
皇后山商場外貌
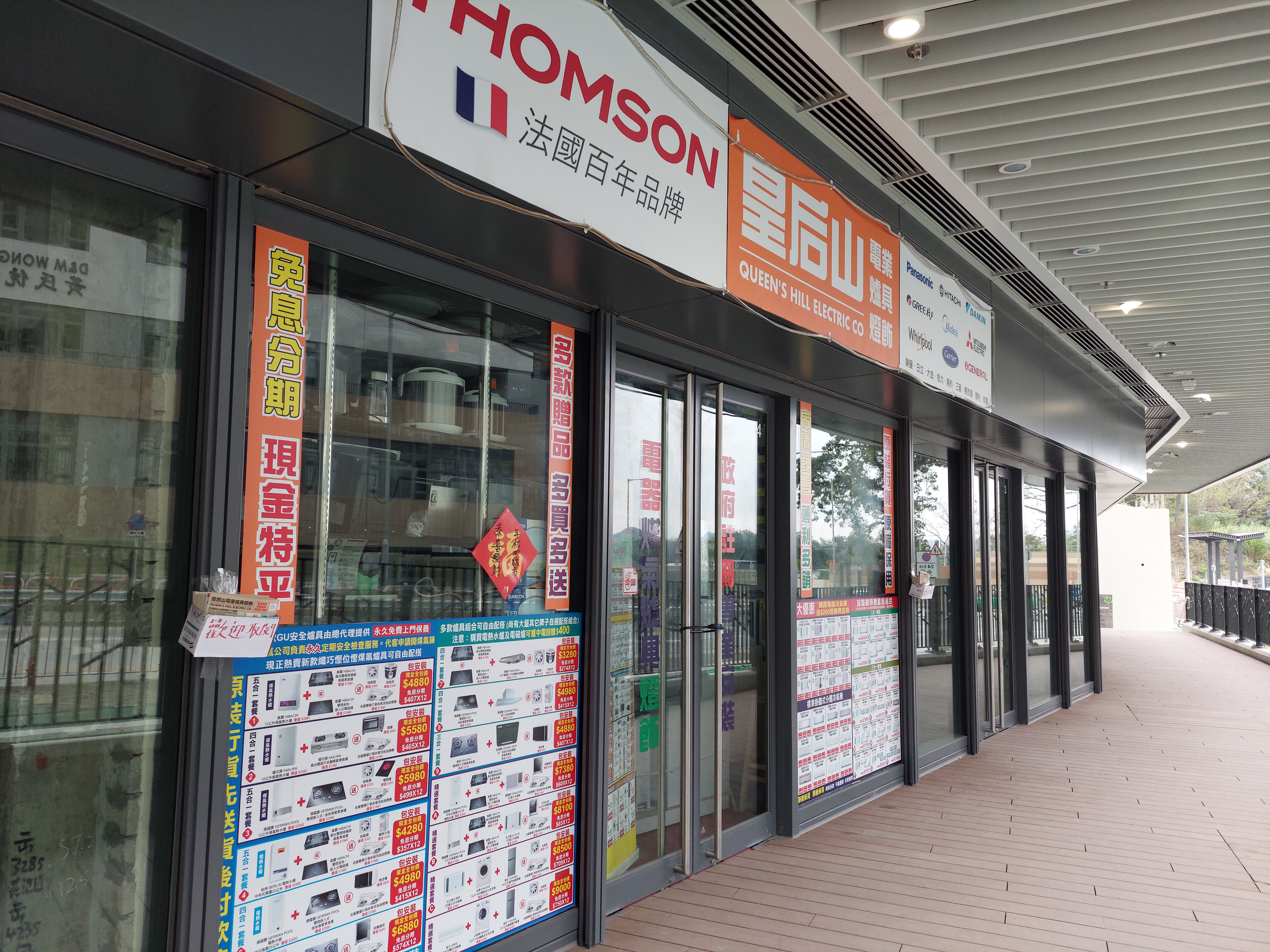
入伙時已經開業的電業舖
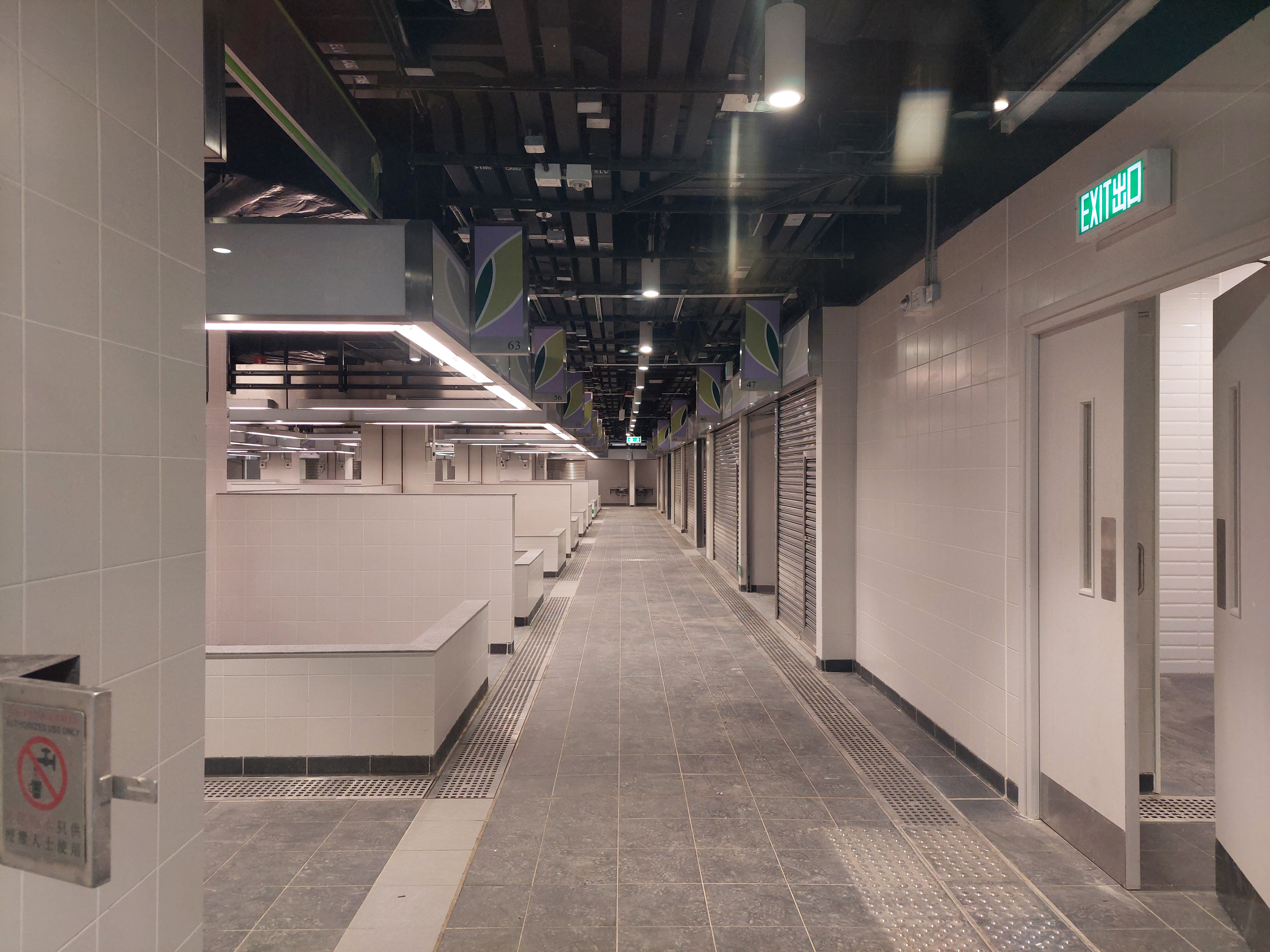
已完工但尚待啟用的街市

- 759阿信屋
- 漁樂
- 123... by Ella
- 7-Eleven
- OK便利店
- 優品360
- 大快活
- 聖安娜餅屋
- 麥當勞
- 屈臣氏
- 百佳超級市場
- 譚仔雲南米線
- 皇庭薈
- 皇后山醫務所
- 華潤堂
- 八月‧茶室
- 仁和堂

- 皇后山商場外貌
- 入時已經開業的電業舖
- 已完工但尚待啟用的街市

### 社區會堂暨社會福利設施綜合大樓

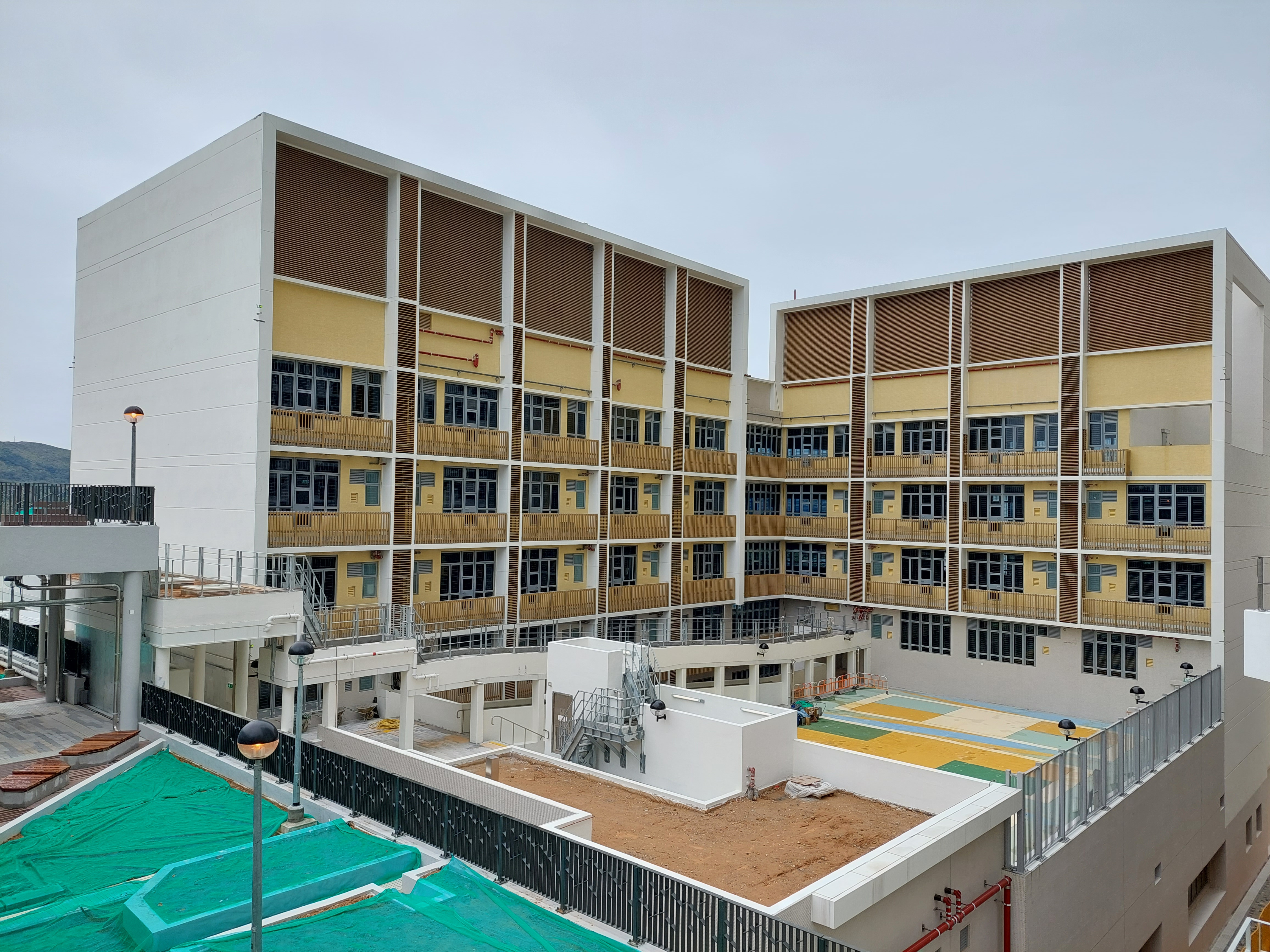
皇后山邨社會福利設施綜合大樓

大樓樓高7層，位於皇順樓以北，毗鄰公共交通總站。地盤總面積約2700平方米，由房屋署負責興建。大樓地面2層將闢設標準社區會堂，內有多用途禮堂可容納450人，建成後轉交民政事務總署。1樓及以上共5層將用作社福用途，由社會福利署管理，其中位於1樓的長者鄰舍中心及幼兒中心，提供100個幼兒全日託管名額；而2至4樓將設置150個宿位的安老院舍，總樓面面積約1640平方米；5樓則用作綜合青少年服務中心。大樓地面高層的公共空間及2樓花園平台會連接公共交通總站及其他項目綠化康樂設施。

### 小學

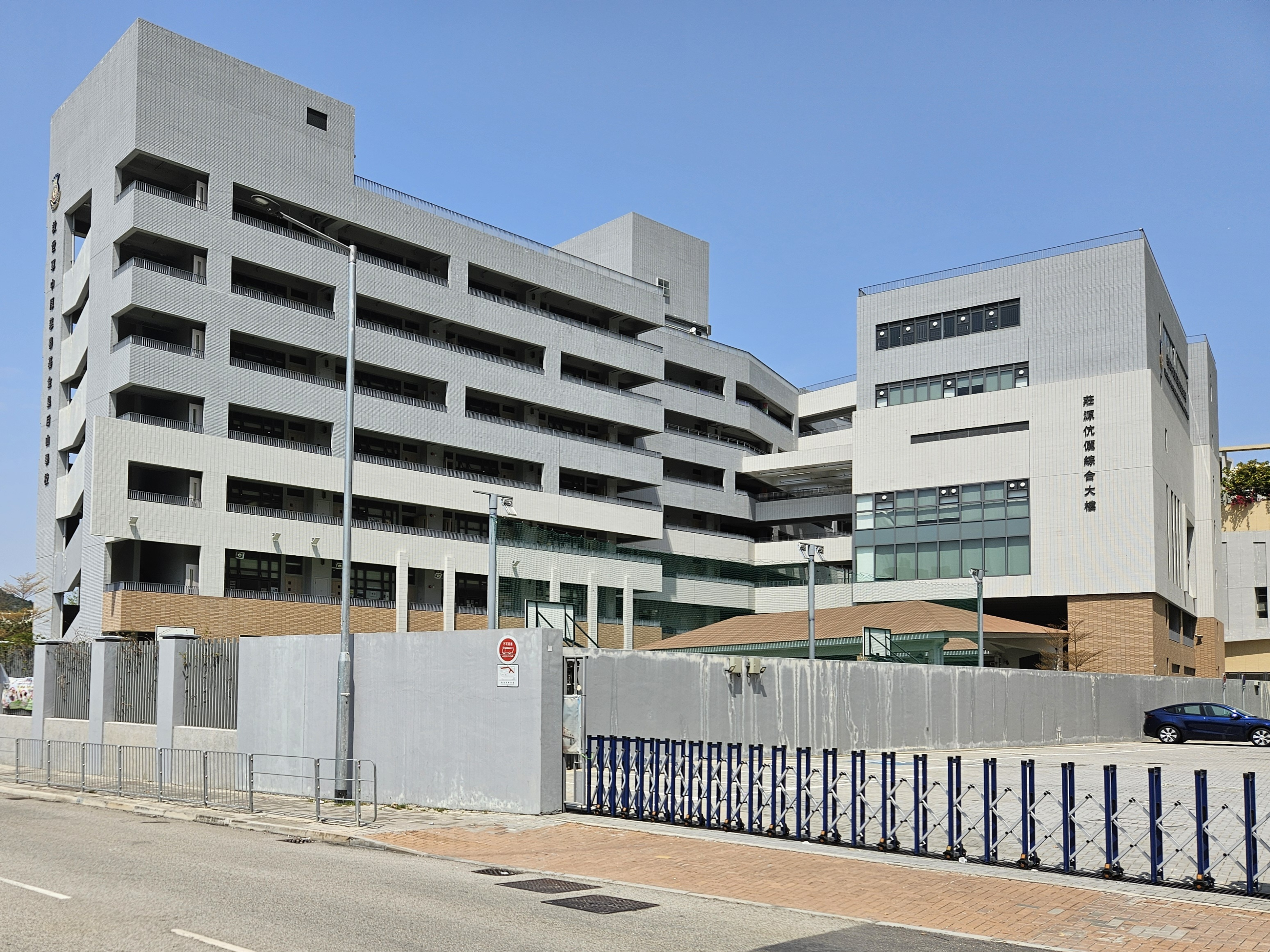
救世軍中原慈善基金皇后山學校

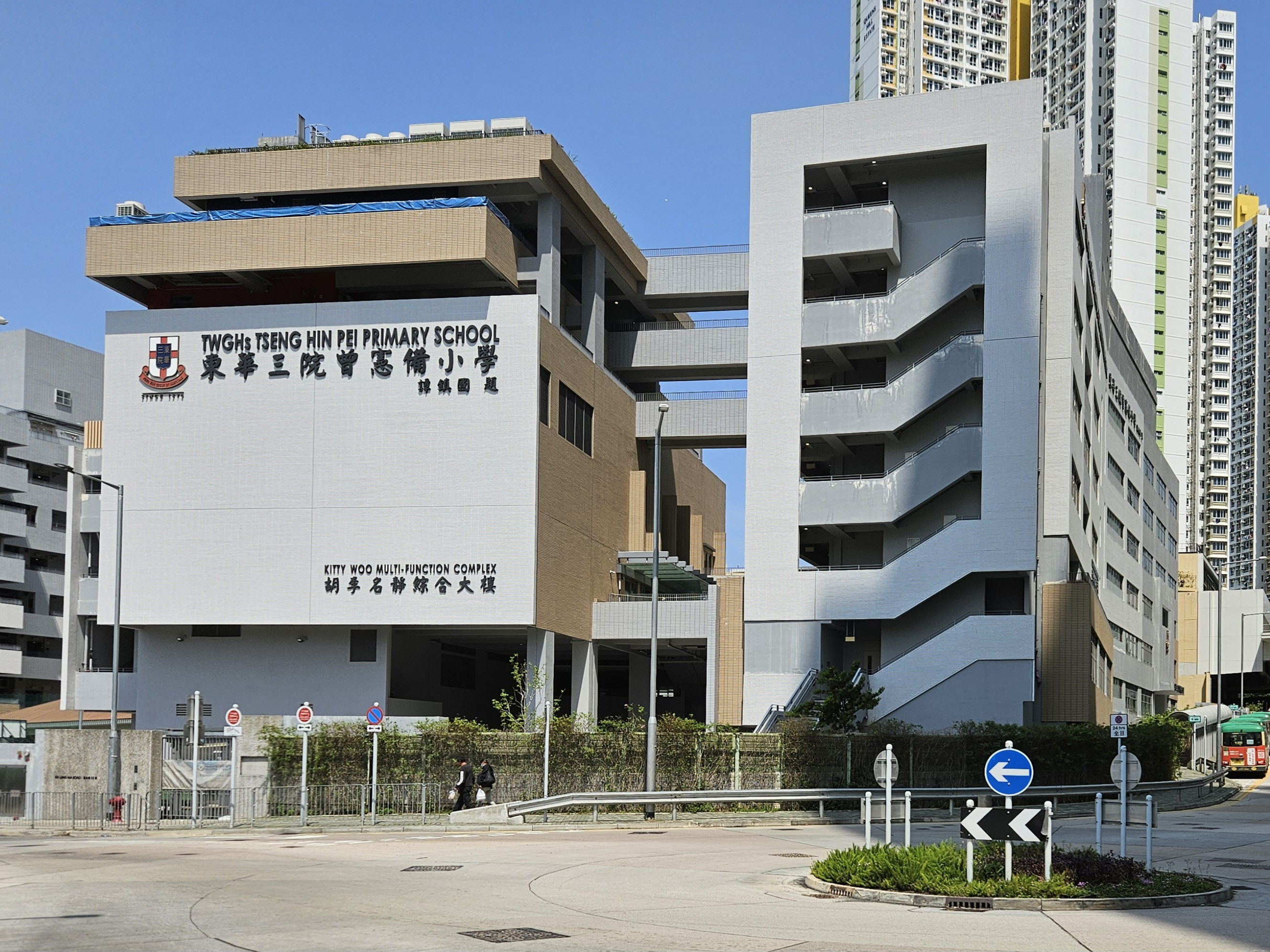
東華三院曾憲備小學

- 救世軍中原慈善基金皇后山學校（2021年創辦）
- 東華三院曾憲備小學（2021年創辦）

### 幼稚園
- 保良局葉吳彬彬皇后山幼稚園（1995年創辦）（位於皇順樓平台；由粉嶺嘉盛苑遷入；原名保良局戴蘇小韞幼稚園[16]）
- 東華三院文頴怡幼稚園（1991年創辦）（位於皇匯樓地下；由柴灣小西灣邨遷入；原名東華三院方樹福堂幼稚園）
- 香港道教聯合會蓬瀛通善皇后山幼稚園（2001年創辦）（位於皇澄樓地下；由藍田康逸苑遷入；原名香港道教聯合會飛雁幼稚園）

## 演出活動
- 戴祖儀（2023年）開幕典禮
- 梁嘉琪（2023年）

## 公共交通
皇后山邨遠離粉嶺市中心，居民需依賴接駁交通進出市區。屋邨設有皇后山公共運輸交匯處，有七條巴士線及兩條專線小巴路線。皇順樓、社區會堂及學校之間設有公共運輸總站。
皇后山邨的對外交通主要由城巴和九巴及專線小巴提供服務。2021年8月30日，新界專線小巴503號線率先投入服務，來往上水北區醫院及山麗苑。2021年11月30日，城巴兩條分別前往啟德經觀塘和往長沙灣經旺角的路線及九巴一條接駁粉嶺站的全日巴士路線投入服務，九巴亦將278A從聯和墟延長至皇后山。2022年1月26日，城巴78X及79X增加班次，並同時開辦兩條新過海路線679及979，而九巴亦開辦通宵路線N78。2022年6月19日，新界專綫小巴503K號線投入服務，以求疏導503號線往返上水站的龐大客源。2022年7月17日，城巴78X提升至每日服務；而城巴79X則再延長服務時間。2022年7月18日，過海路線679及979增設下午回程。2022年7月25日，九龍278A提升至每日服務。2022年9月5日，九巴78B線服務。2022年9月30日，城巴56A線投入服務。2023年8月19日，城巴78C線投入服務。2023年8月21日，城巴79P線投入服務。2024年2月19日，城巴78P線投入服務。2024年8月28日，城巴79線投入服務。
除皇后山公共運輸交匯處外，乘客亦可步行至邨外的沙頭角公路－龍躍頭段的「新圍軍營」站乘搭公共交通路線，往返沙頭角及市區。

## 興建期間之圖片庫

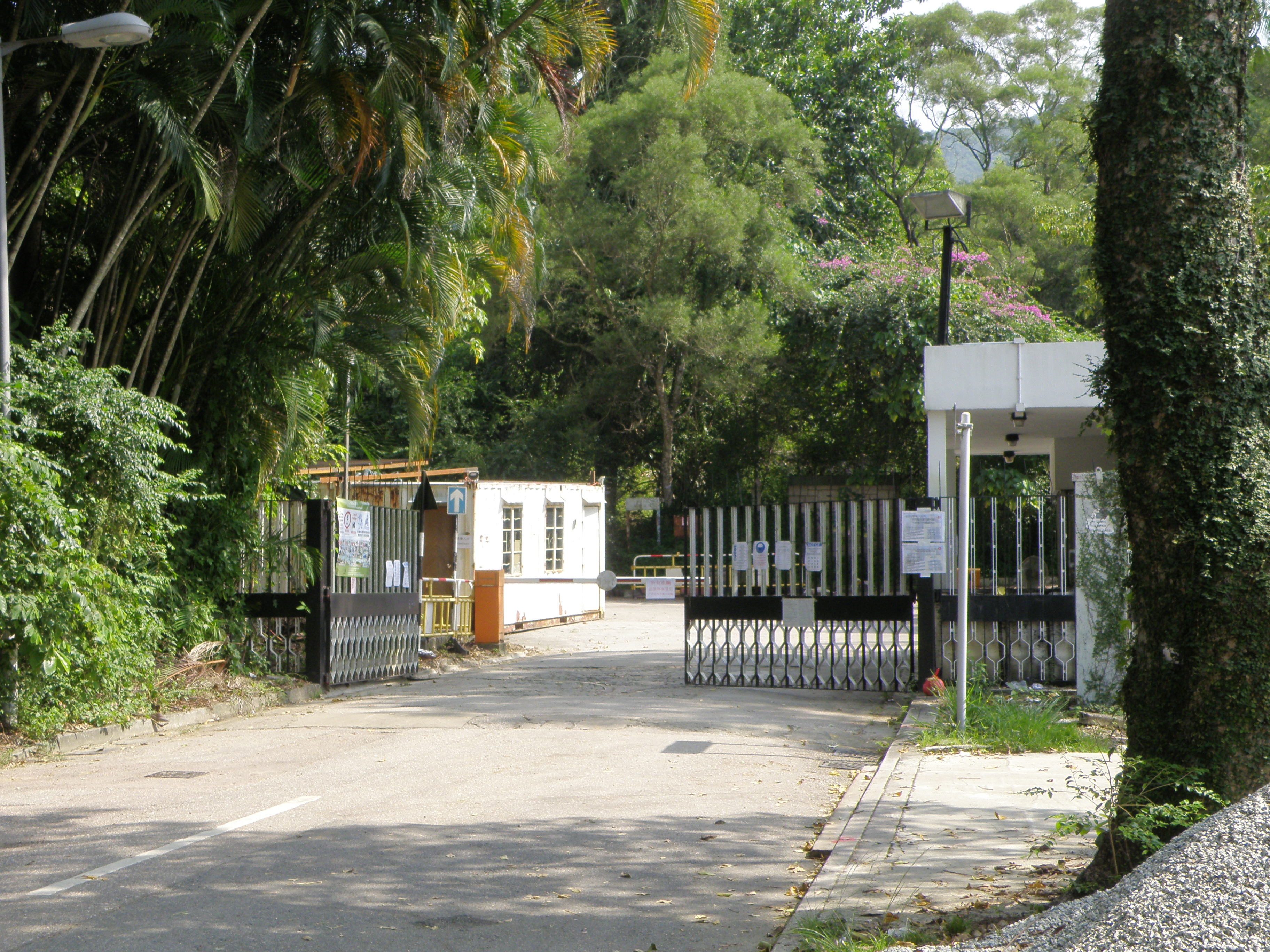
動工前（2015年10月）
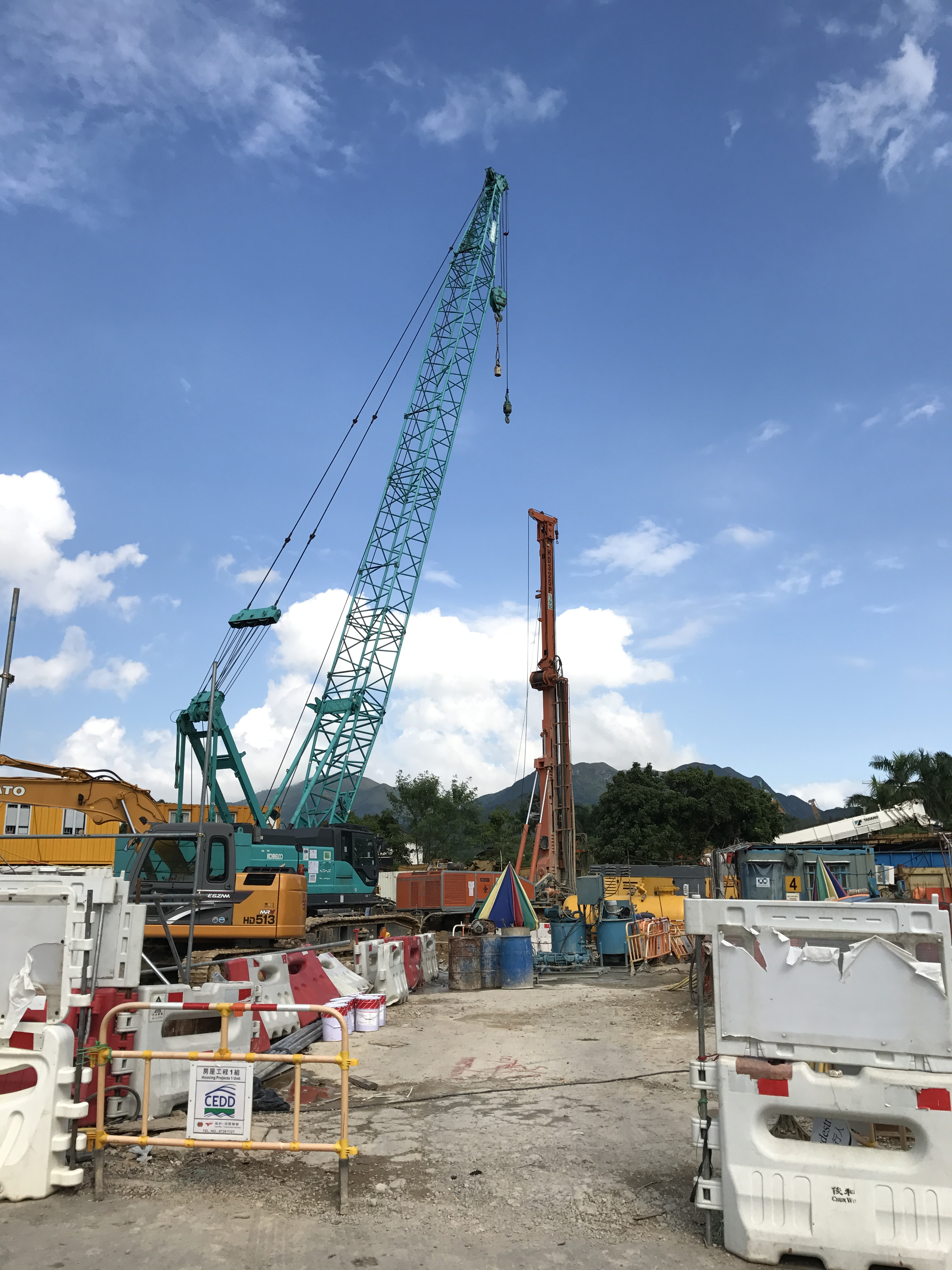
地基工程（2017年9月）
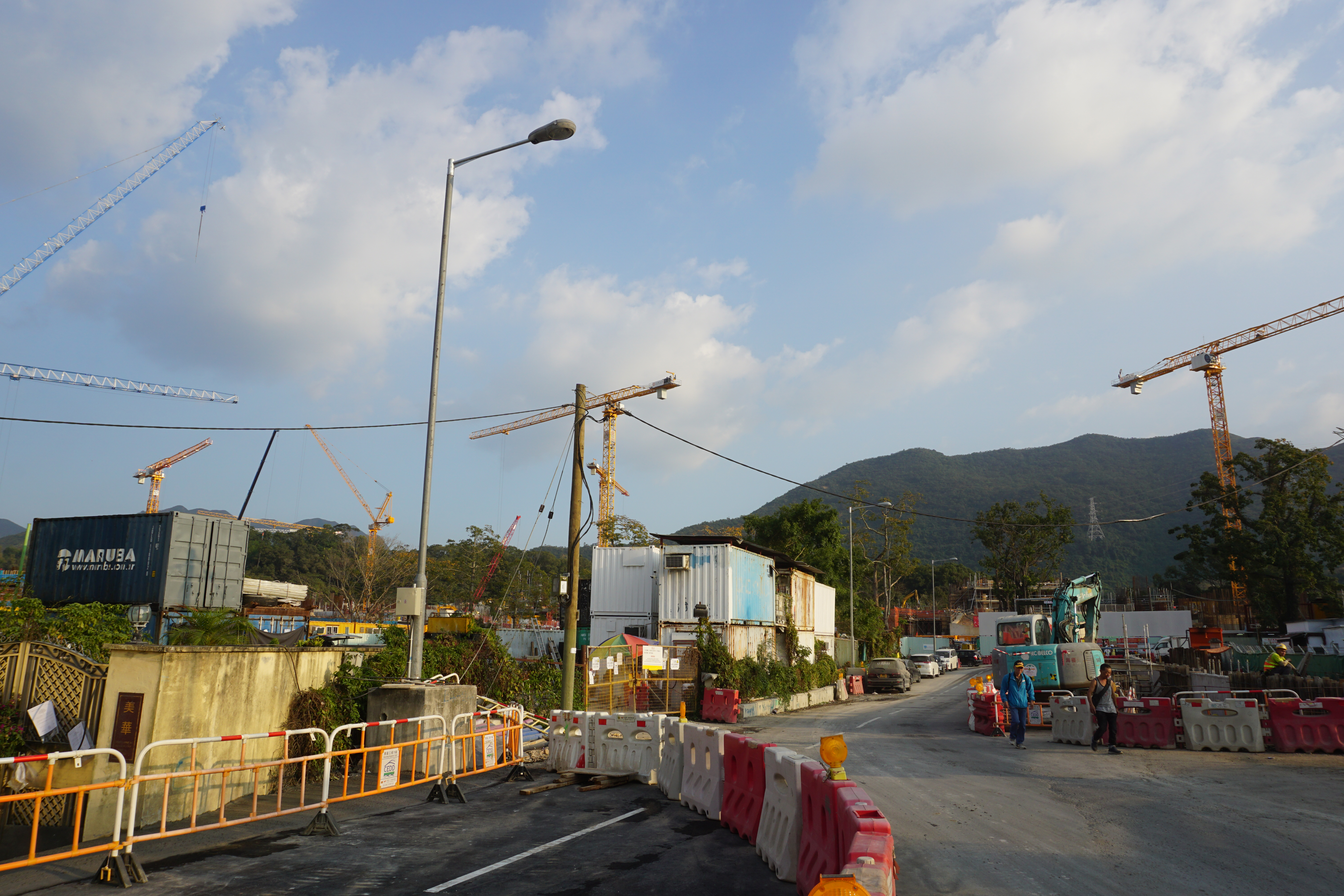
剛展開上蓋工程（2019年1月）
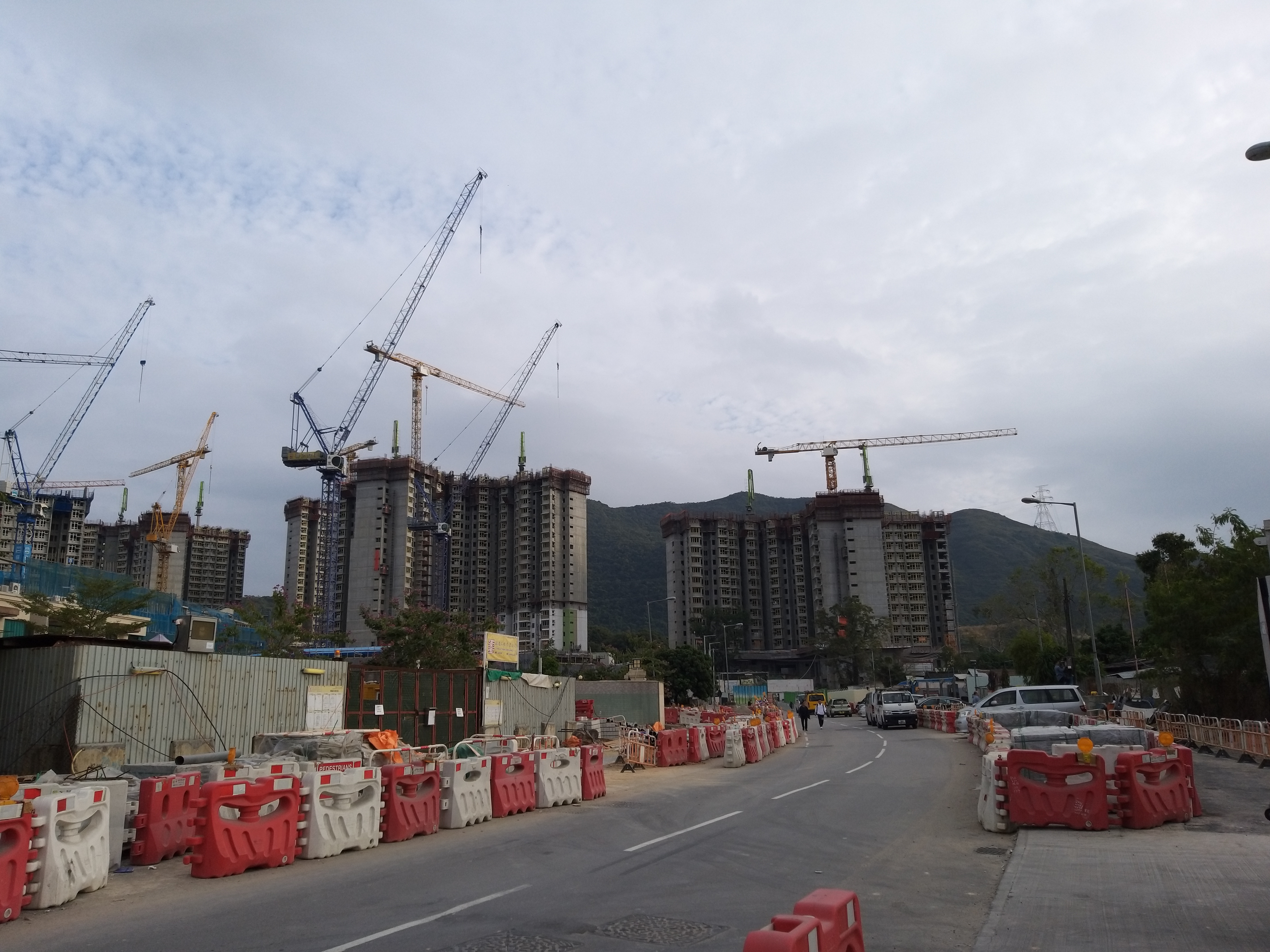
興建中的皇后山邨一期（2020年1月）
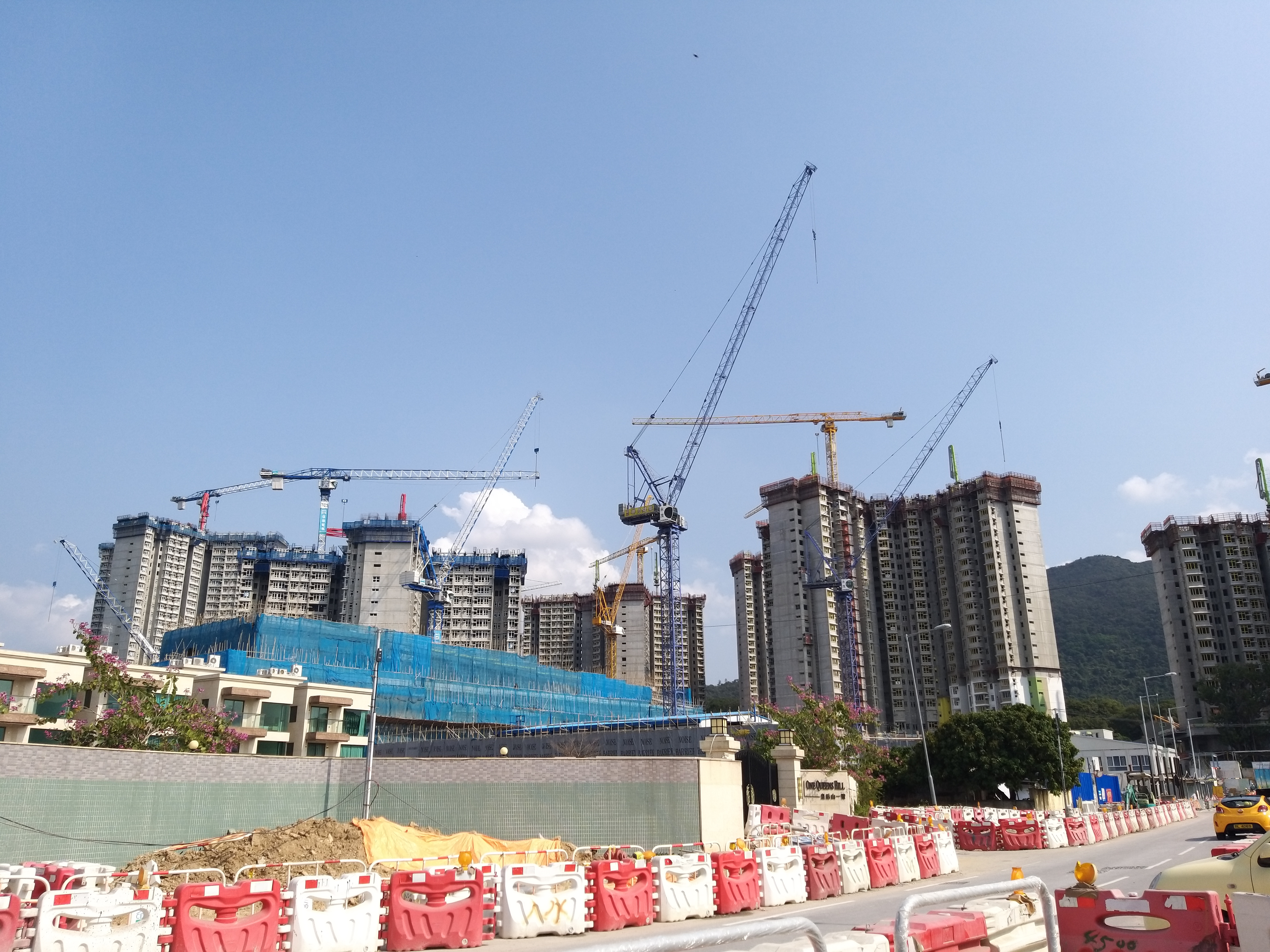
興建中的皇后山邨（龍馬路視角，2020年3月）
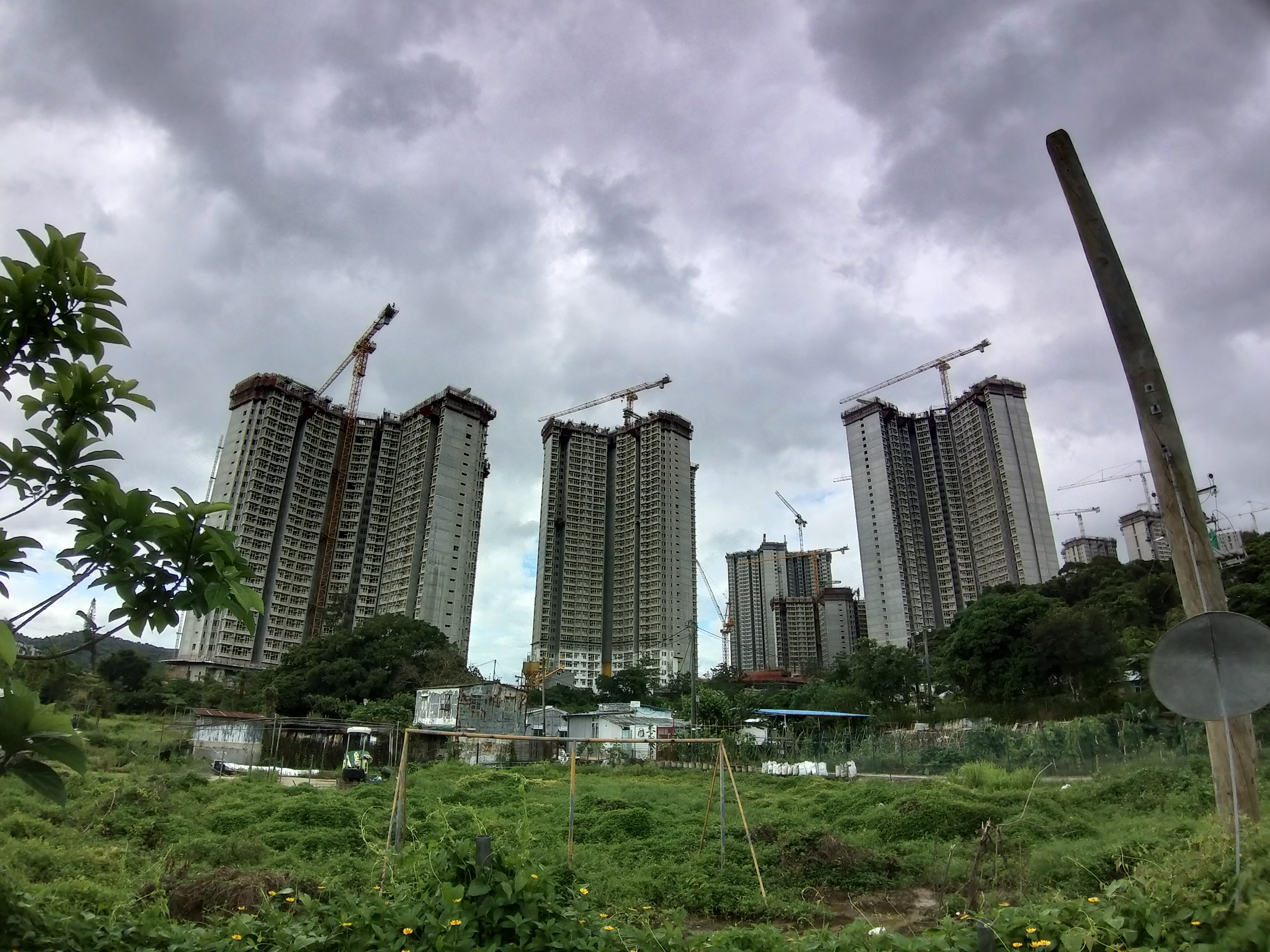
從龍躍頭農田望向興建中的皇后山邨（2020年6月）
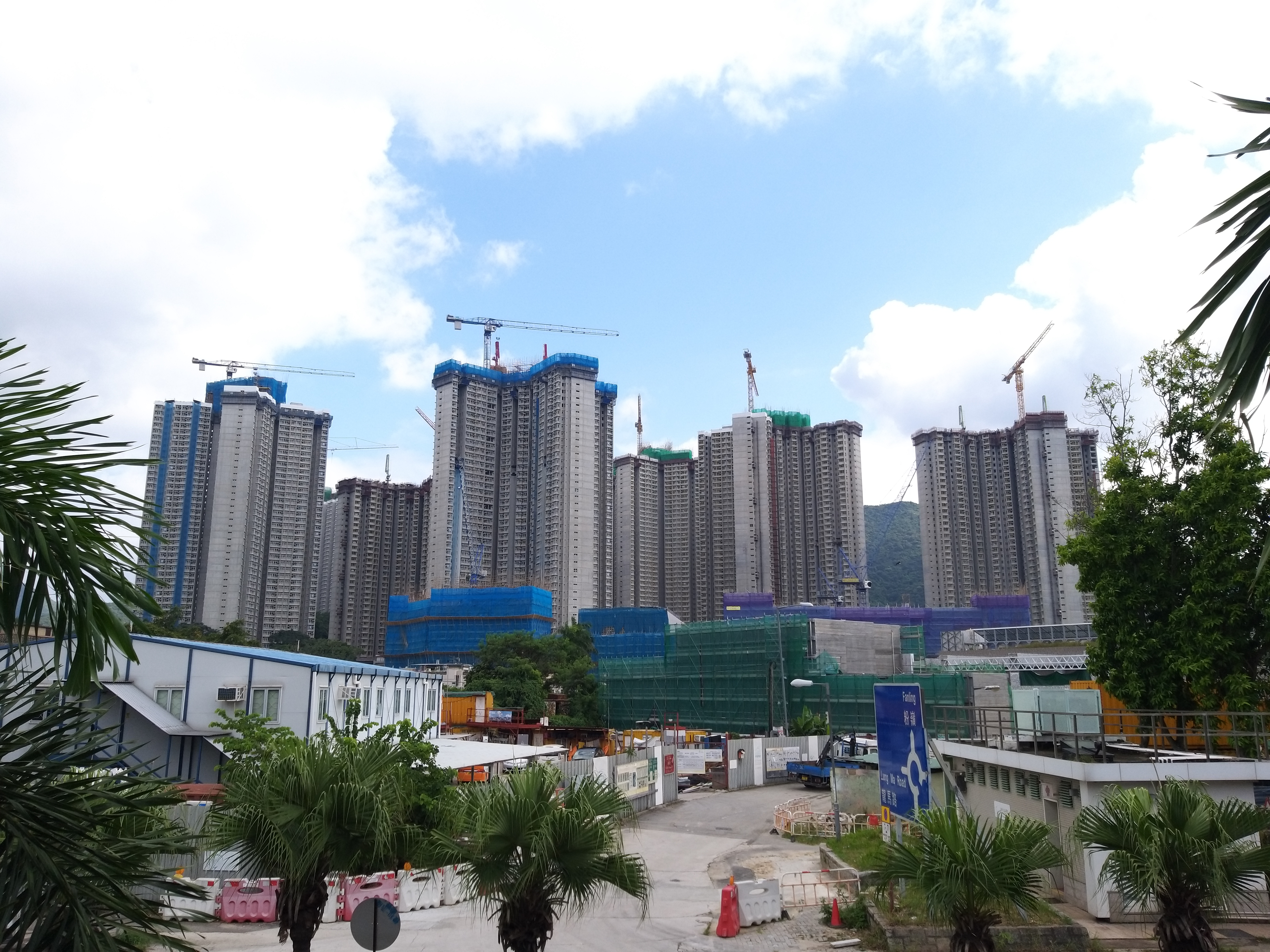
興建中的皇后山邨（2020年9月）
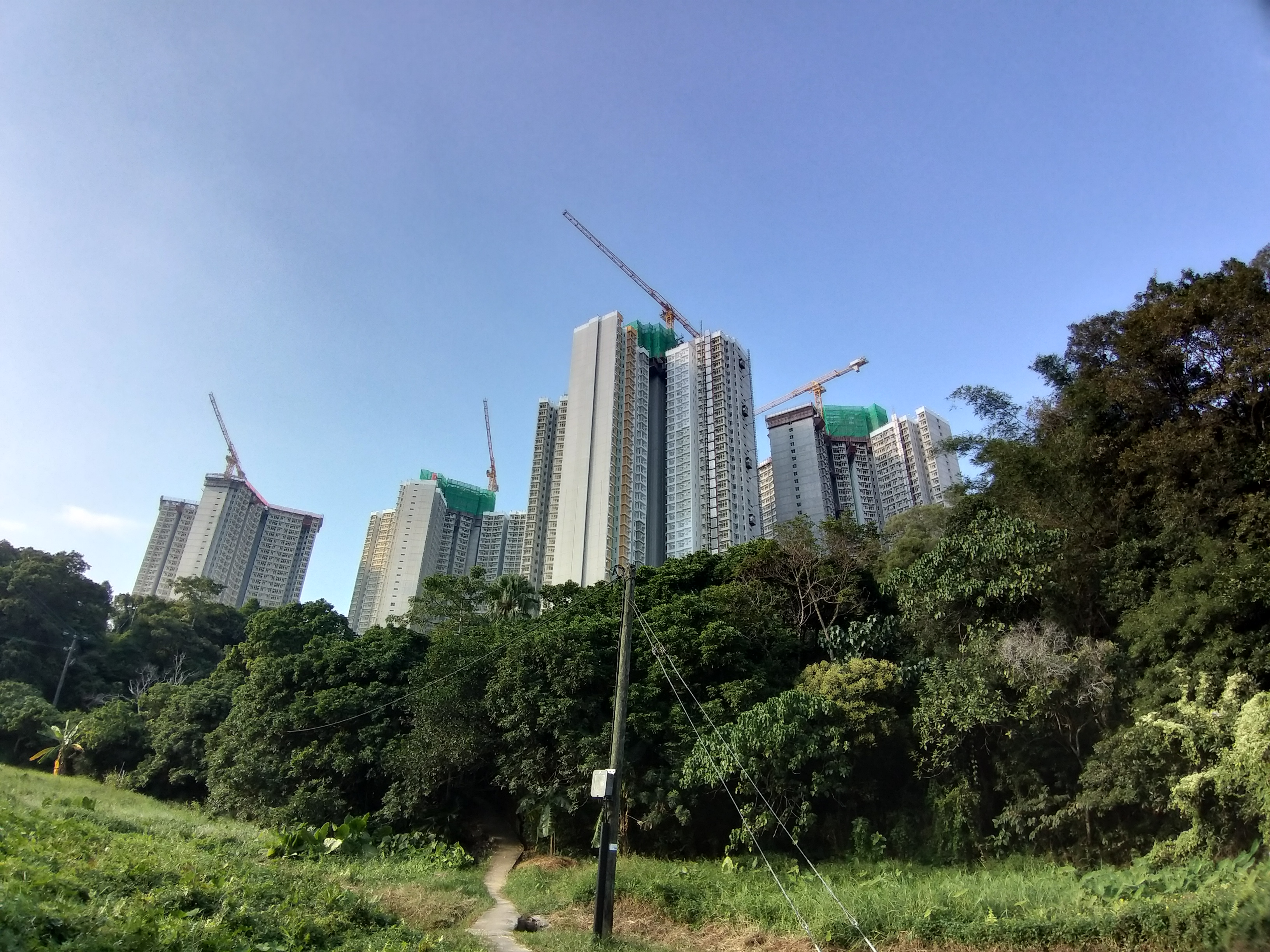
部分樓宇開始封頂（2020年11月）
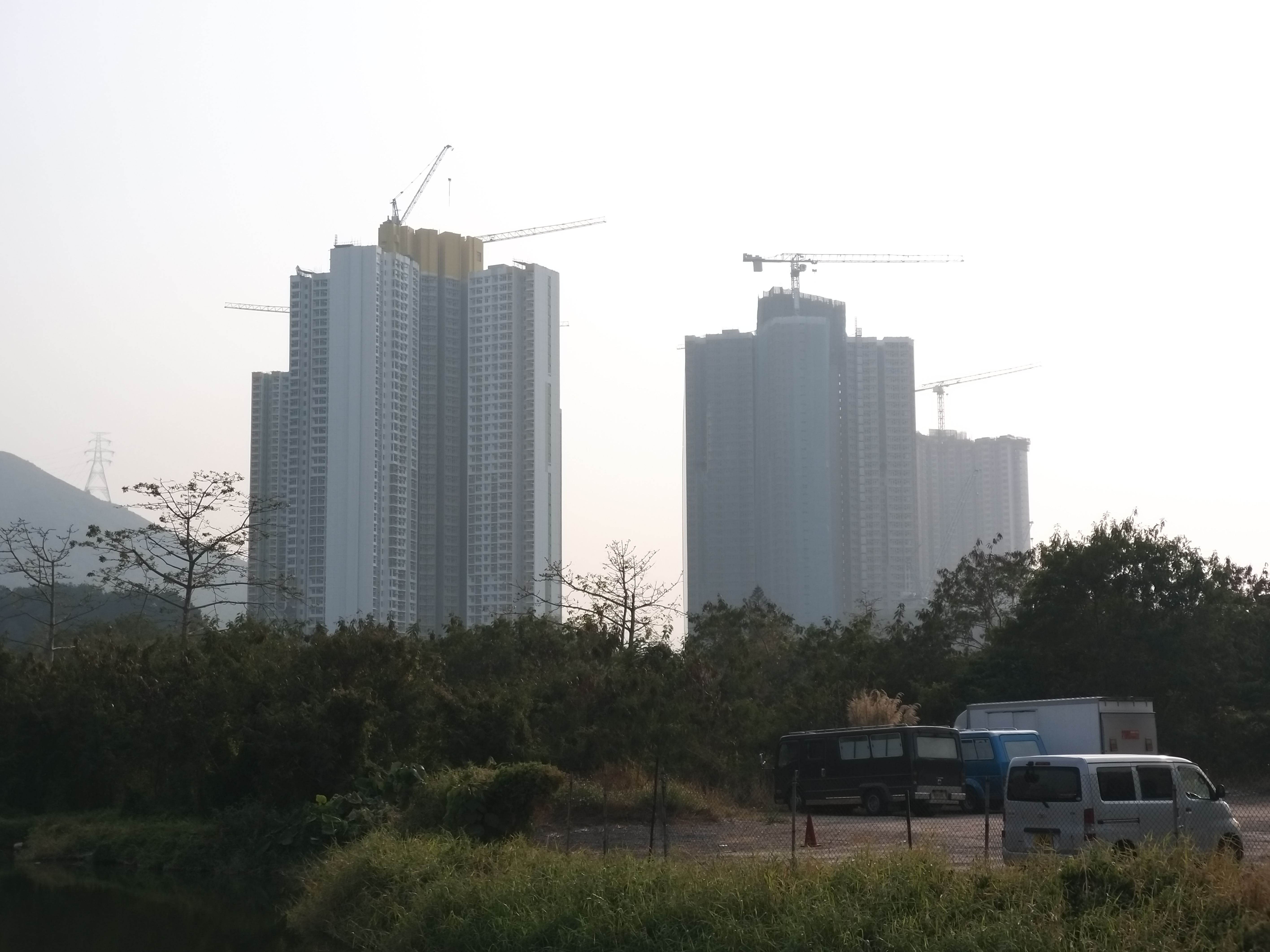
興建中的皇后山邨（軍地村視角，2021年1月）
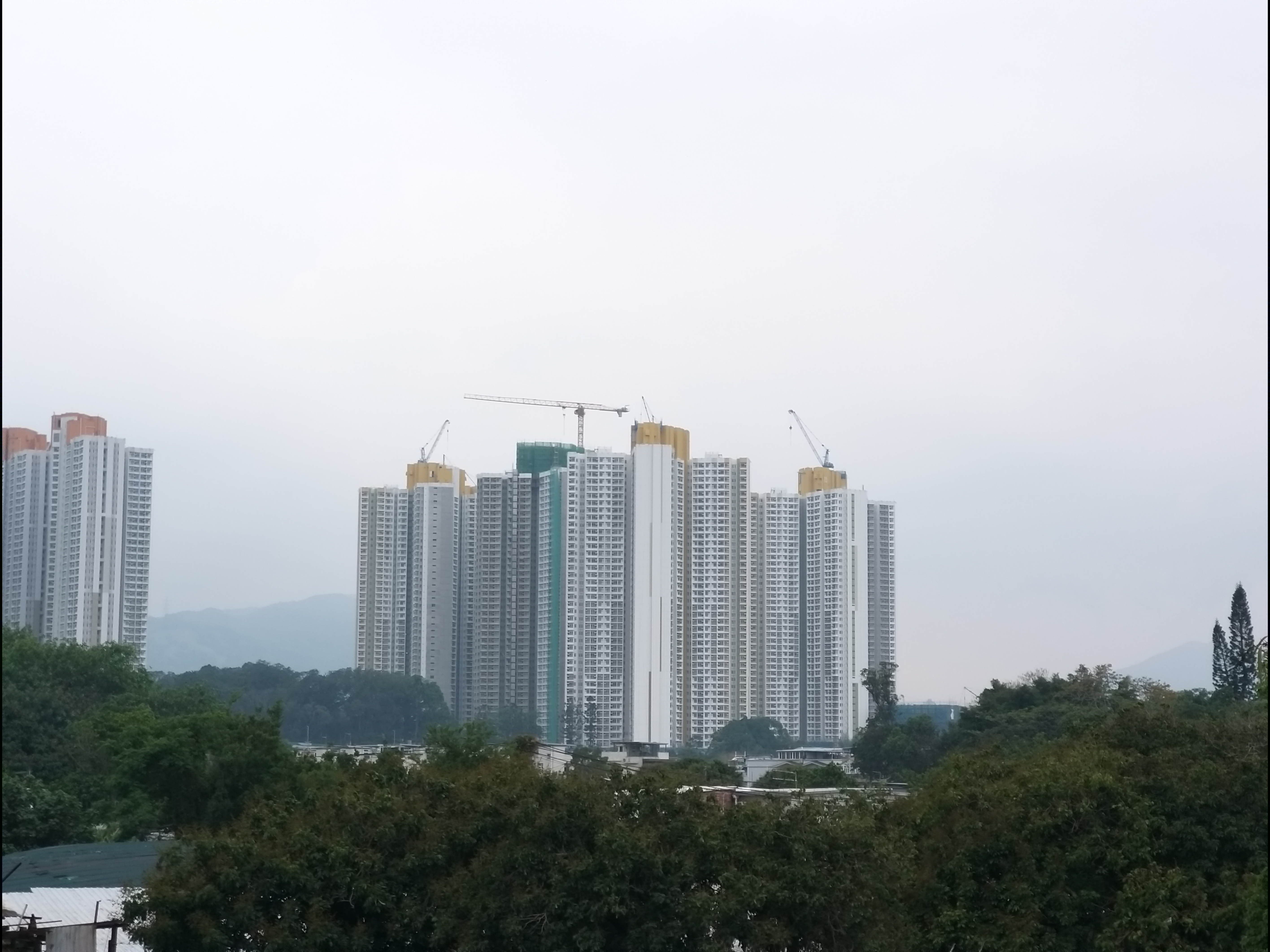
大部分樓宇封頂（2021年5月）
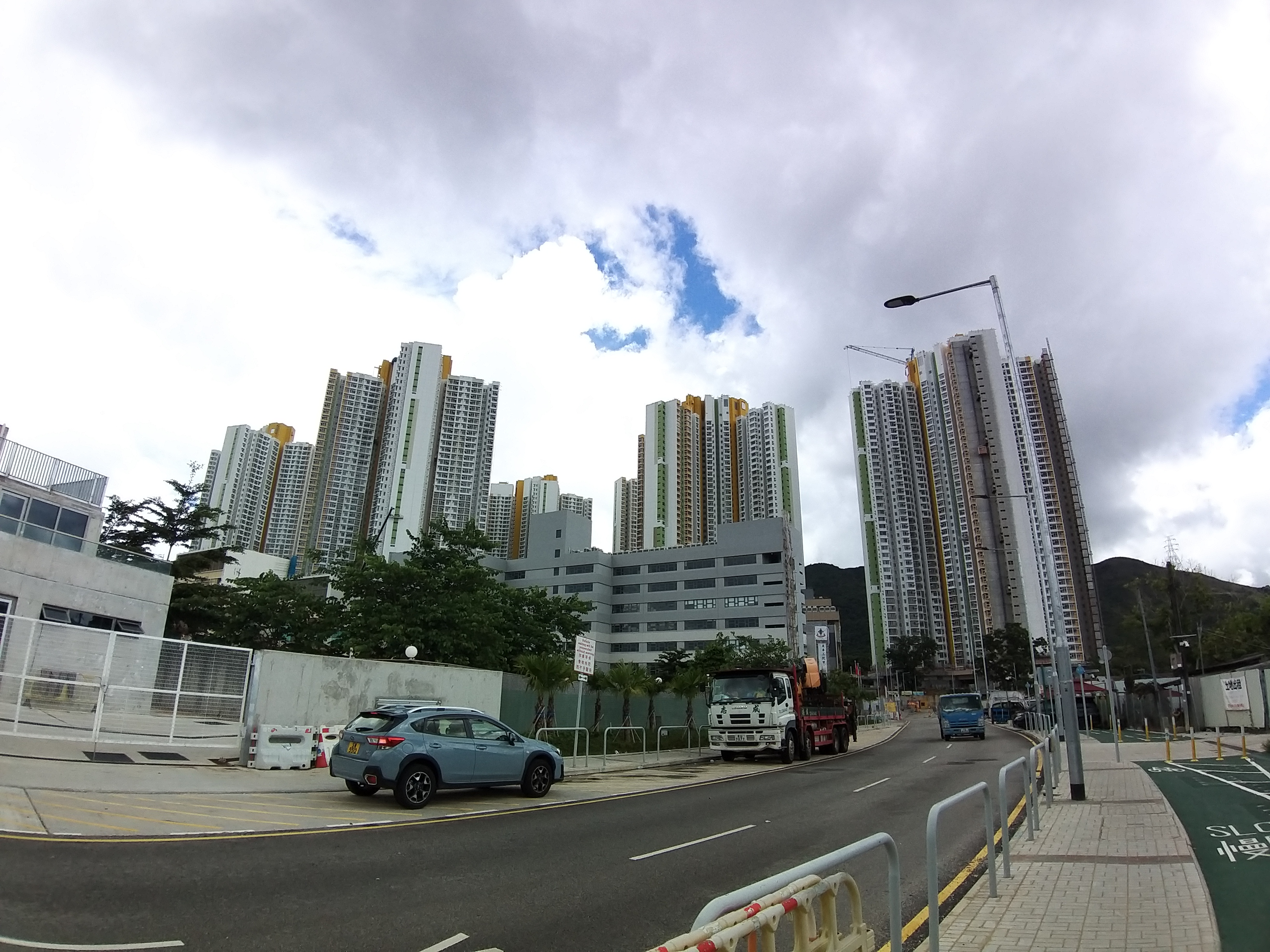
部分樓宇即將完工（2021年9月）

## 附近
- 皇后山公共運輸交匯處
- 山麗苑
- 救世軍中原慈善基金皇后山學校
- 東華三院曾憲備小學
- 馬料水新村
- 沙頭角公路－龍躍頭段
- 龍躍頭及布吉仔村
- 龍山隧道中部通風大樓
- 流水響水塘
- 香園圍管制站

## 相關事件

### 房署高層到訪
- 2020年1月，以房屋署署長唐智強為首的房署高層代表團，參觀皇后山邨及鄰近的山麗苑地盤，並聽取承建商代表講解項目採用的施工新技術[18]。

### 工業意外
- 2020年9月28日，皇后山一地盤發生工業意外，一名工人在「粉嶺皇后山第一﹑二所設有30間課室的小學」地盤4樓一個約1.7米高工作台工作時懷疑失去平衡，著地時嘴部和鼻受傷昏迷。[6]

- 2021年2月23日早上11時37分，警方接報指，皇后山一公屋地盤，一名39歲姓洪男子從高處墮下重傷，他昏迷不醒。救護員接報到場，證實事主當場不治。警方經初步調查，懷疑事主於上址一單位工作期間失足墮至平台，事件列工業意外。有地盤工人表示，死者為鋁窗工人，事發時男事主正坐吊船在外牆塗玻璃膠，[6]未有綁上安全帶，在3樓墮下，當時吊船操作正常。[19]

### 2019冠狀病毒病相關個案
2022年1月26日，此邨皇頤樓一名已收樓、但尚未入伙的準住戶確診2019冠狀病毒病。因此，於同月19-25日間曾進出該樓宇的其他準住戶，需要依循《強制檢測公告》的規定進行病毒檢測。

### 隔離人士在單位內沾上糞便
2022年3月中，一名27歲馮姓男子在皇溢樓39樓某單位接受隔離期間，於單位四處沾上糞便，且遺下大量垃圾。及後，該隔離人士於同月17日被捕，並被控刑事毀壞罪。

### 交通問題
自2022年粉嶺皇后山邨及山麗苑入伙後，有多達3萬人居住，而巴士線不勝負荷，每日下午繁忙時間都出現大排長龍的情況，高峰時有多達300人等候巴士而感到鼓譟，有人在巴士站等了1小時才能成功上車，即使巴士已滿座，仍然有不少人違規站在巴士上層，車長亦要被迫開車。居民要求政府當局正視交通規劃失衡問題，儘快加開更多直接出入市區的巴士線疏導人流。運輸署表示皇后山區有8條日間專營巴士及兩條專線小巴路線，暫無需增加額外接駁路線前往港鐡站。而78A線自2021年11月30日投入服務至2023年5月，共收到92宗相關意見或投訴。

### 拍攝電影被居民投訴
2024年香港輻射災難電影《焚城》曾在此取景，由於電影劇本设定發生核廢料泄漏的回收場位於此屋邨旁邊，有居民不滿劇本選址，在Facebook群組「皇后山之友」發文呻，亦有網民討論，根據電影所杜撰的情節，「如果村口回收場火燭係咪要炸咗条邨？」。

### 食水含黑色顆粒
2025年6月1日，傳媒報道有居民發現水中含有黑色顆粒(其後證實為瀝青混雜樹脂)，水務署表示5月30日已經收到報告，並要求相關部門沖洗水缸及水喉管。6月2日，水務署署長黃恩諾指黑點已經「沖走」，並強調「水質安全飲用」，但拒絕示範飲水。

## 影視作品
- 有只僵尸暗恋你
- 焚城

## 外部連結
- (PDF). 房屋署. 2019-06-13  [2019-07-06]. （原始内容存档 (PDF)于2021-05-03）.
- 房委會物業位置及資料 皇后山邨 （页面存档备份，存于）